# Piper J-4
Piper J-4 Cub Coupe là một phiên bản hai chỗ của Piper J-3, được hãng Piper Aircraft chế tạo giai đoạn 1938-1942. Đây là kiểu đầu tiên của Piper có kiểu ghế ngồi cạnh nhau.

## Biến thể
J-4
J-4A
J-4B
J-4E
J-4F

## Tính năng kỹ chiến thuật (J-4A)
Dữ liệu lấy từ Simpson, 2001, p. 430.
Đặc điểm tổng quát
- Chiều dài: 22 ft 6 in (6.86 m)
- Sải cánh: 36 ft 2 in (11.02 m)
- Chiều cao: 6 ft 10 in (2.08 m)
- Trọng lượng có tải: 1300 lb (589.67 kg)
- Động cơ: 1 × Continental A65-1, 65 hp ( kW) mỗi chiếc

Hiệu suất bay
- Vận tốc cực đại: 100 mph (160.93 km/h)
- Vận tốc hành trình: 92 mph (148.06 km/h)
- Tầm bay: 360 dặm (579.36 km)
- Trần bay: 15,000 ft (4572 m)
- Vận tốc lên cao: 600 ft/min (3.04 m/s)